# Ouvrage Simserhof
Ouvrage Simserhof war die Bezeichnung eines Artilleriewerks der französischen Maginot-Linie, etwa vier Kilometer westlich von Bitsch an der D 35 Richtung Saargemünd im Gemeindegebiet von Siersthal. Das dem Festungsabschnitt Rohrbach zugeordnete Werk erhielt seinen Namen von einem früher dort befindlichen Bauernhof und hatte die Aufgabe, den Grenzvorsprung nördlich Bitsch (frz. Môle de Bitche) zu schützen.

## Aufbau
Ein erster Plan vom 7. Juni 1929 sah für den Simserhof nur eine etwa 260 m breite Befestigungsanlage mit fünf Geschützen vor, die von einem Graben umgeben sein sollte. Wenig später entschied man sich, hier zwei getrennte Anlagen aufzubauen und diese nur über ein unterirdisches Gangsystem miteinander zu verbinden. Der endgültige Bauplan wurde schließlich am 16. September 1930 genehmigt. Auf einer Breite von 750 m sollten zwei Halbwerke mit hauptsächlich flankierend wirkenden Waffen entstehen und dazwischen ein Mittelwerk mit Geschütztürmen, um den Fernkampf zu führen. Noch immer waren für beide Halbwerke je ein Rundumgraben vorgesehen.
Zwischen 1930 und 1933 entstand der Rohbau. Anschließend begann die Installation der technischen Einrichtung und der Geschütze. 1938 war das Festungswerk fertiggestellt. Zeitweise waren daran 2000 Arbeiter Tag und Nacht beschäftigt. Letztlich entstanden zwei Eingangs- und acht Kampfblöcke. Der vorgesehene Graben und einige andere Verstärkungsbauten wurden aus finanziellen Gründen nicht realisiert.
Der Mannschaftseingang führt über ein Treppenhaus und einen Aufzug in das unterirdische Gangsystem. Munition und Versorgungsgüter wurden über eine 60-cm-Feldeisenbahn, die über Reyerswiller und Lemberg nach St. Louis führte, zum Werk geliefert. Von dort ging es mit der Normalspurbahn weiter zum Munitionsdepot in Wingen. Im Werksinneren wurde die Munition in einem etwa 150 m großen Hauptmunitionslager (M1) mit sieben Zellen sicher gelagert, um von dort mit der elektrifizierten Werksbahn nach vorne zu den Kampfblöcken transportiert zu werden.
Die unterirdische Kaserne für die insgesamt 876 Mann Besatzung bestand, wie bei einem solchen Werk üblich, aus einer Sanitätsabteilung mit Operationsraum, einer Versorgungsabteilung zur Bevorratung von Lebensmitteln, einer Großküche, Ruhe- und Bereitschaftsräumen mit Duschen und Toiletten sowie einer technischen Abteilung mit Kraftwerks- und Heizungsanlagen und entsprechenden Werkstätten. Die unterirdische Hauptgalerie war etwa 2 km lang.
Die acht Kampfblöcke, auf einem Gelände von etwa 30 ha verteilt, sind in drei Abschnitte aufgeteilt: Im Halbwerk West lagen die Artilleriekasematten 1, 2 und 5, im Halbwerk Ost die Artilleriekasematten 3, 4 und 6. Dazwischen lagen die Artilleriebunker 7 und 8. Alle Geschütze zusammen konnten etwa 2,5 t Munition pro Minute verschießen.
Die Gesamtkosten für die Anlage beliefen sich auf 118 Millionen Franc.

## Kampfhandlungen
Die deutsche Wehrmacht griff im Westfeldzug das starke Artilleriewerk Simserhof nicht direkt an. Am 14. Juni 1940 gab das Werk mehrere Salven von Block 8 auf feindliche Patrouillen bei Gros-Réderching ab. Nach dem Durchbruch der 1. Armee im Saarabschnitt standen die Deutschen im Rücken der Befestigungslinie. Nacheinander fielen die Infanteriewerke Haut Poirier (21. Juni) und Welschhoff (23. Juni), die zu weit entfernt lagen, um wirksamen Schutz von hier zu erhalten. Angriffe auf das Nachbarwerk Rohrbach, das voll im Wirkungsbereich der Waffen vom Simserhof lag, konnten jedoch abgewiesen werden. Nachdem die Deutschen Paris besetzt hatten, übergab die französische Regierung alle Festungsanlagen kampflos. Erst der Zwang durch die französische Regierung und die Drohung der Deutschen, weitere Gebiete in Frankreich zu besetzen, konnte die Soldaten jedoch dazu bewegen, die Festung zu übergeben. So wurde der Simserhof erst vier Tage nach der offiziellen Einstellung der Kampfhandlungen am 30. Juni 1940 an die deutschen Besatzer übergeben. Die Besatzung ging, bis auf eine kleine Gruppe von Spezialisten zur Wartung der Anlage, in deutsche Kriegsgefangenschaft.
Zwei Generatoren und einige andere technische Einrichtungen wurden während der Besatzungszeit demontiert. Die Deutschen lagerten vor allem Munition und Torpedos hier ein.
Im Dezember 1944 hielt sich – beim Kampf um Elsaß-Lothringen – eine kleine deutsche Einheit im Simserhof auf. Die 7. US-Armee beschoss das Werk sechs Tage lang mit schwerer Artillerie (darunter waren auch 24-cm-Haubitzen) und die United States Army Air Forces flog mehrere Luftangriffe; dann wurde das Werk am 19. Dezember von den Deutschen aufgegeben, die nach Sprengungen im Inneren aus den Notausgängen in Block 4 und 6 flohen. Das US-Infanterieregiment 71 (44. US-Division) besetzte anschließend den Simserhof und nutzte ihn später bei der Abwehr der deutschen Gegenoffensive (Unternehmen Nordwind).

## Die Festung heute
Das schwer beschädigte Werk wurde nach dem Krieg wieder instand gesetzt. Block 5 blieb davon ausgenommen. Bis 1956 waren hier Soldaten fest stationiert, und noch 1992 wurde das Werk gelegentlich bei Manövern belegt. Seit 1965 hat die französische Armee im ehemaligen Hauptmunitionslager ein Museum eingerichtet. Es wird ein Film über die Entstehung der Maginotlinie gezeigt und anschließend eine Tour mit einer automatisierten Bahn durch die Munitionslager gemacht. Dabei wird, unterstützt durch audiovisuelle Medien, die Situation während der Kriegstage aus Sicht eines der stationierten Soldaten beschrieben.
Die Fahrt mit der Elektrobahn und die Videos werden derzeit (29. August 2021) nicht angeboten. Der Rundgang mit Führung findet jedoch statt.
Weiterhin gibt es eine geführte Tour durch den unterirdischen Kasernenbereich mit Kraftwerk, Luftaufbereitung, Küche, Lazarett sowie Mannschaftsunterkünfte mit detaillierten Erklärungen der aufwendigen Techniken, die hier verwendet wurden.
Deutsch- und anderssprachige Führungen finden außer montags von Mitte März bis Mitte November statt. Im Fort herrscht eine konstante Temperatur von 12 °C, weshalb zur Besichtigung warme Kleidung empfohlen wird. Film und beide Touren dauern etwa 2,5 Stunden. Ein Besuch der vorgelagerten Kampfblöcke ist dabei allerdings nicht möglich, da diese sich anscheinend noch heute in einem separaten Militärgelände befinden und die französische Armee eine Besichtigung dort nicht gestattet. Oberirdisch sind die Kampfblöcke jedoch alle durch einen ausgeschilderten Rundwanderweg und Absturzsicherungen durch Geländer erschlossen. Einzig die Werke 7 und 8 sind nur durch verwachsene Trampelpfade erreichbar.

## Bilder

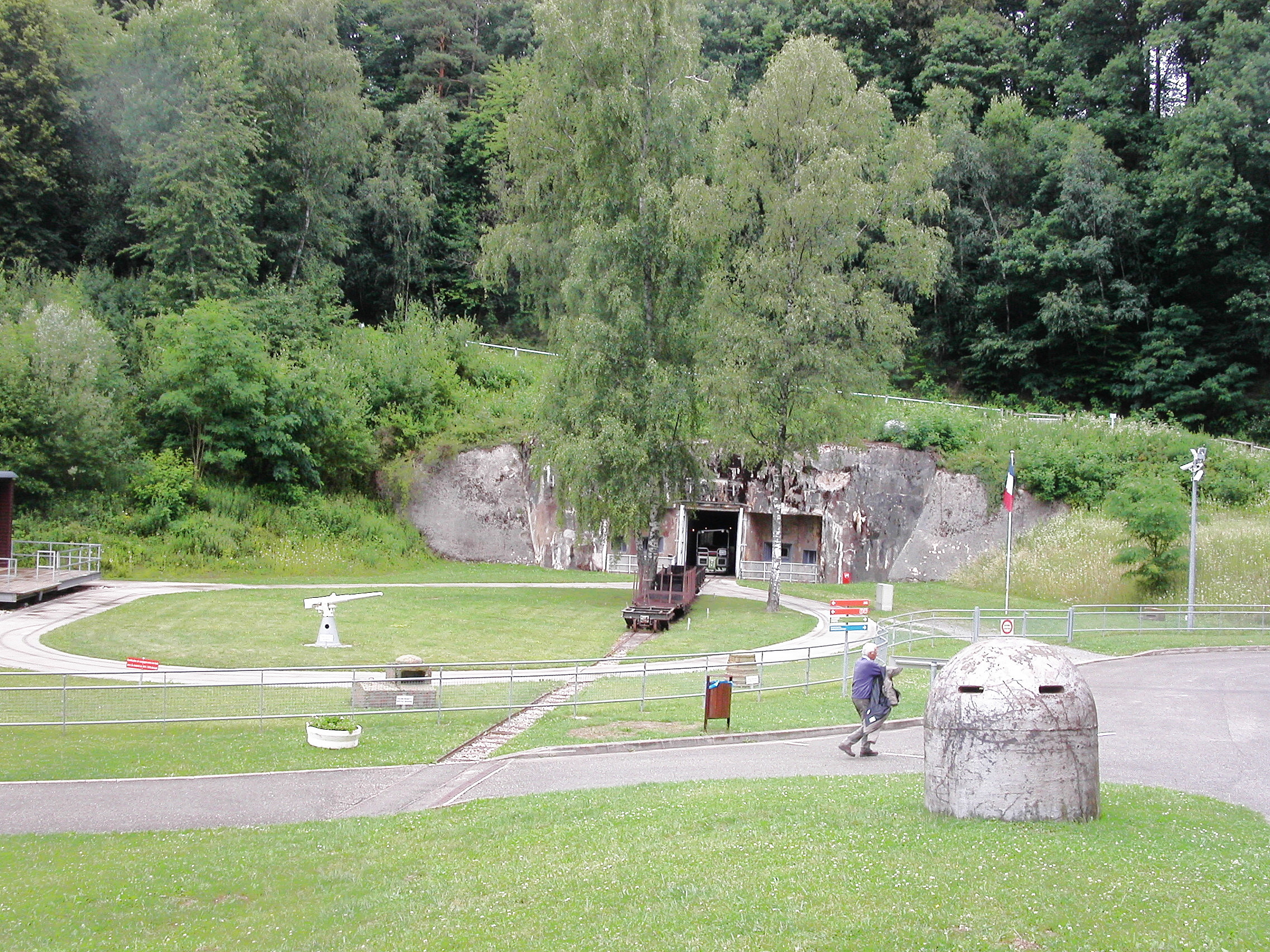
Zugang zum Werk
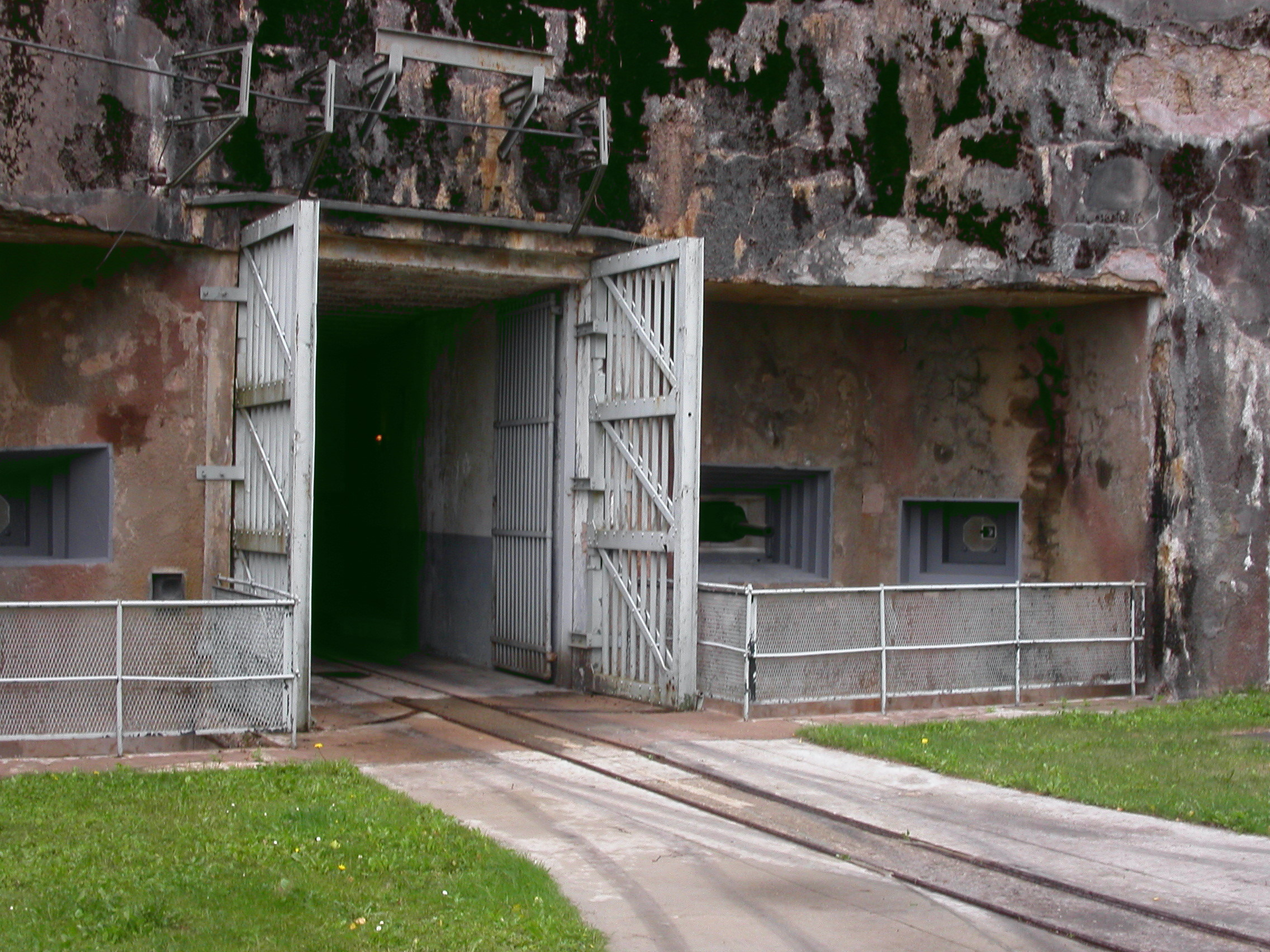
Einfahrt in das Werk
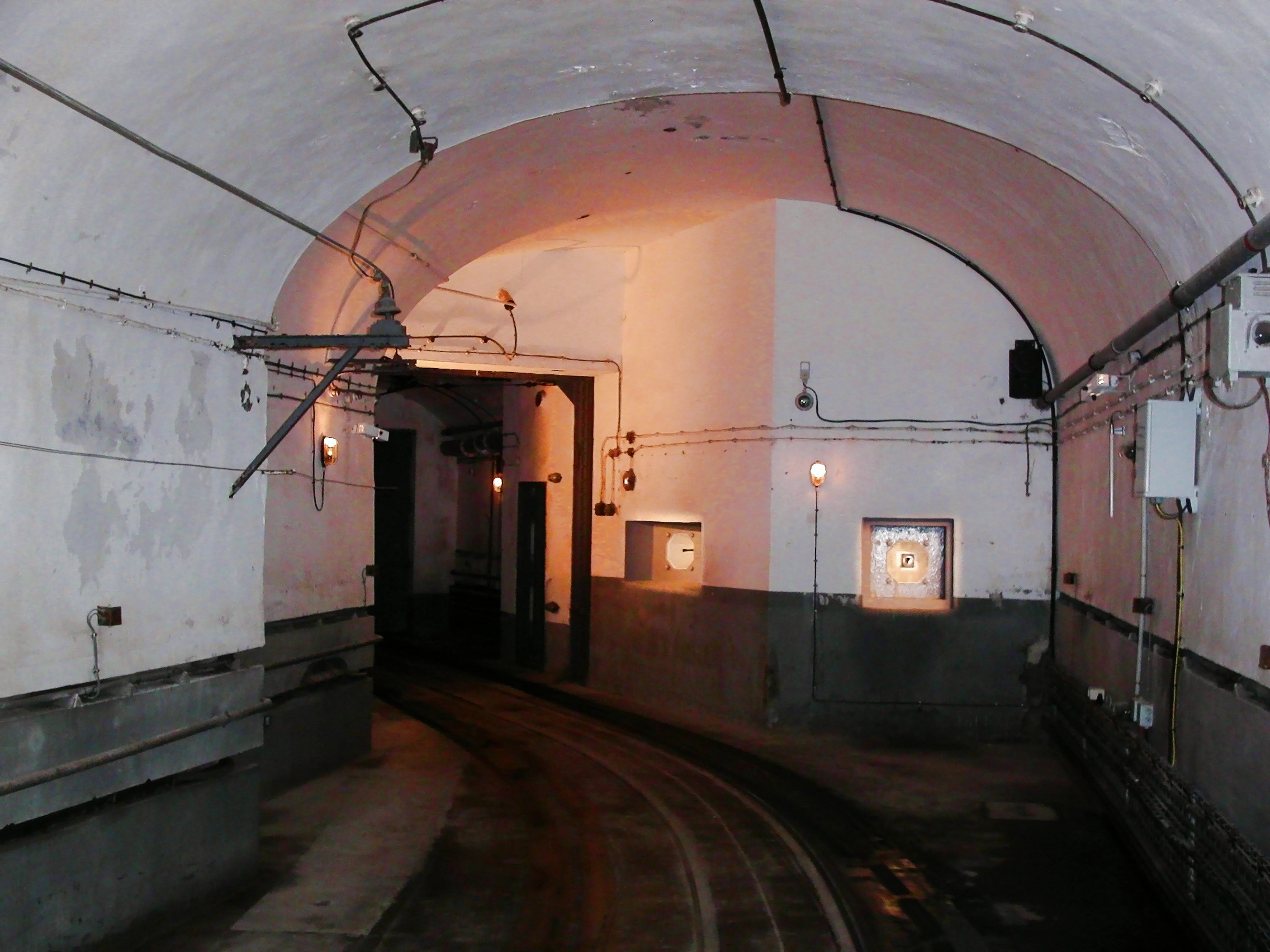
Fahrweg im Werk
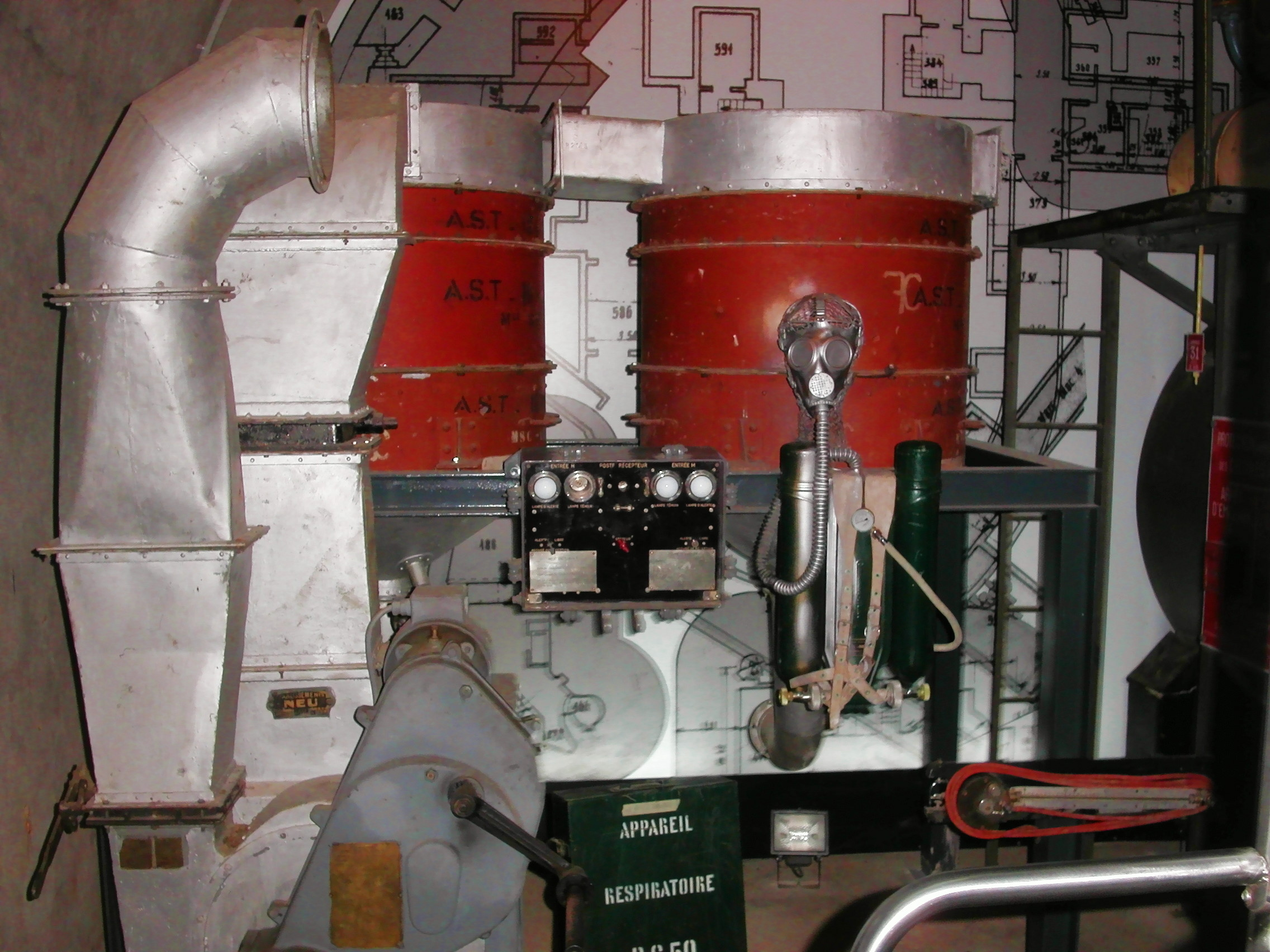
Luftaufbereitungsanlage im Werk
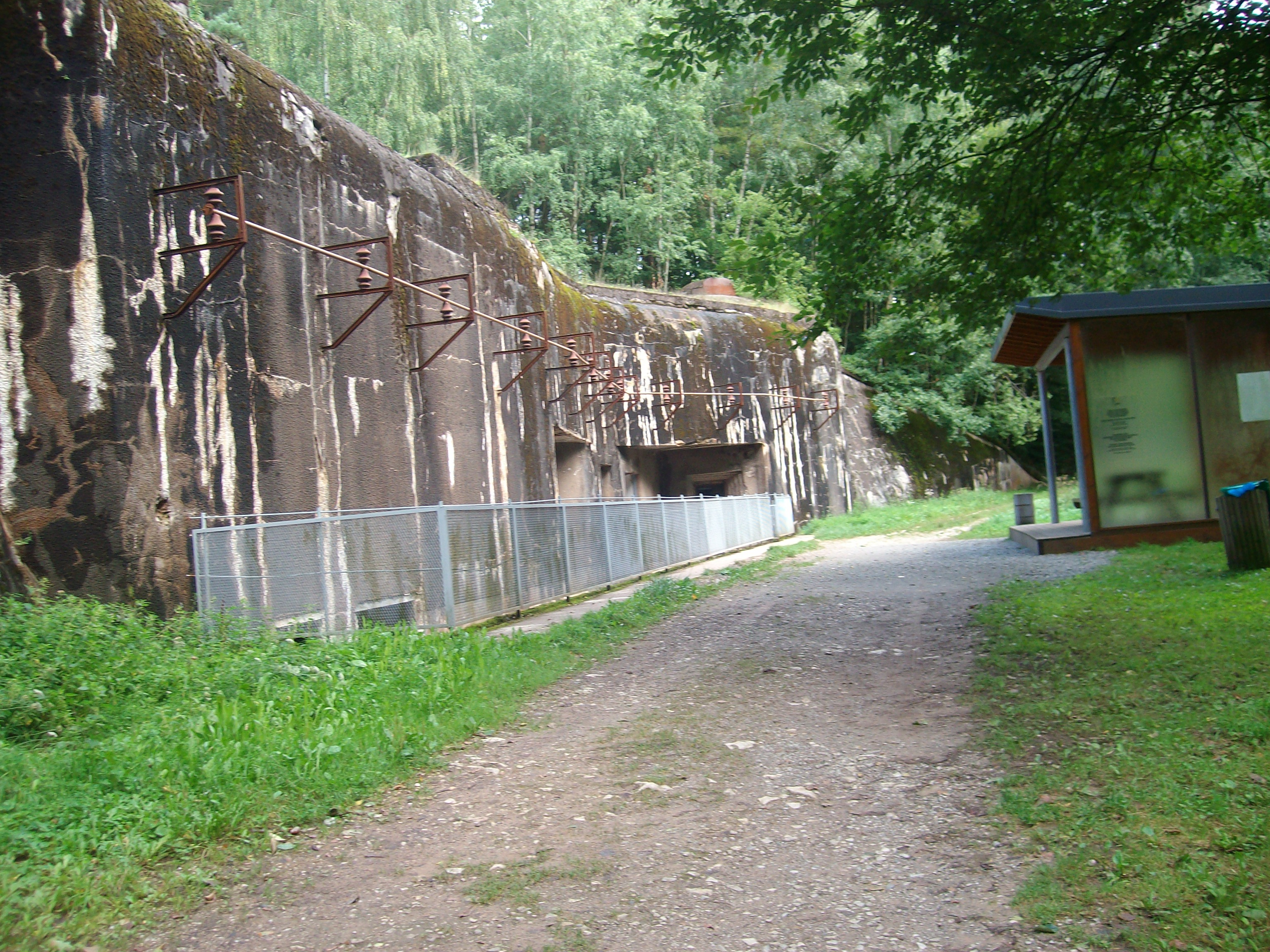
Außenbereich